# Ricardo Villar
Ricardo Villar (San Paolo, 11 agosto 1979) è un ex calciatore brasiliano, di ruolo centrocampista.
Ha ottenuto nel 2010 la cittadinanza italiana.

## Carriera
Ha iniziato la sua carriera calcistica nelle file giovanili del San Paolo. Nel 1996 lascia il Brasile e si trasferisce negli Stati Uniti, dove frequentò l'Università della Pennsylvania, dove giocò per quattro anni al college. Terminati gli studi, rimane negli Stati Uniti e nel 2002 viene acquistato dagli Hampton Roads Piranhas e dal Pittsburgh Riverhounds nel 2003.
Nel 2004 si unisce al club austriaco del Salisburgo, in cui rimase per una stagione. Dopo un breve soggiorno in Corea del Sud con i Chunnam Dragons, entra a far parte del Kaiserslautern, dove rimase sempre per una stagione. Nel 2007 si trasferisce al Unterhaching, diventando il giocatore chiave per il club, con 63 presenze e 9 gol segnati. Dopo tre anni trascorsi in Germania, si unisce al club greco del Rodos, in cui è rimasto per una stagione. Nell'estate 2010 ritorna al Unterhaching per disputare la stagione 2010-11.
Il 7 febbraio 2011, firma un contratto con il FC Dallas.